# Иван Шувалов
Иван Иванович Шувалов (рус. Иван Иванович Шувалов; Москва, 1. новембар 1727 – Петроград, 26. новембар 1797) био је руски политичар и културни радник. 
Он се сматра меценом (покровитељом) руског просветитељства. Био је први руски министар просвете и активни тајни саветник (1773).
Уз његово активно учешће основано је прво руско позориште, универзитет и академија уметности. Био је миљеник Јелисавете I Петровне и пријатељ научника Михаила Ломоносова.